# Myscelia milloi
Espèce
Myscelia milloi est une  espèce de lépidoptères (papillons) de la famille des Nymphalidae et de la sous-famille des Biblidinae et du genre Myscelia.

## Systématique
L'espèce Myscelia milloi a été décrite en 1916 par l'entomologiste et imprimeur français Charles Oberthür (1845-1924).

## Écologie et distribution
Myscelia milloi n'est présent qu'en Guyane.

### Protection
Pas de statut de protection particulier.